# Mã Nghi Minh
Mã Nghi Minh (tiếng Trung: 马宜明; sinh năm 1957) là Trung tướng Quân Giải phóng Nhân dân Trung Quốc (PLA). Từ tháng 1 năm 2017 đến nay, ông là Phó Tham mưu trưởng Bộ Tham mưu liên hợp Quân ủy Trung ương Trung Quốc.

## Thân thế và binh nghiệp
Mã Nghi Minh sinh tháng 8 năm 1957, người Đặng Châu, tỉnh Hà Nam.
Năm 1998, Mã Nghi Minh giữ chức Lữ đoàn trưởng Lữ đoàn bộ binh Cơ giới hóa số 1. Sau đó nhậm chức Phó Tham mưu trưởng Tập đoàn quân 20 Lục quân, Quân khu Tế Nam và Chủ nhiệm Văn phòng Bộ tư lệnh Quân khu Tế Nam.
Tháng 3 năm 2004, Mã Nghi Minh được bổ nhiệm giữ chức Tham mưu trưởng Tập đoàn quân 26 Lục quân, Quân khu Tế Nam. Tháng 7 năm 2005, ông được phong quân hàm Thiếu tướng. Tháng 2 năm 2008, Mã Nghi Minh được bổ nhiệm giữ chức Phó bí thư Đảng ủy, Tư lệnh Tập đoàn quân 26 Lục quân.
Tháng 12 năm 2012, Mã Nghi Minh được điều động làm Tham mưu trưởng Quân khu Tế Nam. Tháng 7 năm 2014, ông được thăng quân hàm Trung tướng.
Tháng 12 năm 2014, Mã Nghi Minh được bổ nhiệm làm Trợ lý Tổng Tham mưu trưởng Quân Giải phóng Nhân dân Trung Quốc.
Tháng 1 năm 2016, Mã Nghi Minh được bổ nhiệm làm Trợ lý Tham mưu trưởng Bộ Tham mưu liên hợp Quân ủy Trung ương Trung Quốc.
Tháng 1 năm 2017, Mã Nghi Minh được bổ nhiệm giữ chức vụ Phó Tham mưu trưởng Bộ Tham mưu liên hợp.